# Jacob van den Ackere
Jacob van den Ackere (veertiende eeuw) was burgemeester van Brugge.

## Levensloop
Van den Ackere behoorde tot een familie van makelaars. Een naam- en voornaamgenoot, wellicht nakomeling, was in 1370 lid van het bestuur van de makelaars.
Jacob behoorde gedurende een aantal jaren tot de Brugse stadsbestuurders en trad bij herhaling toe tot de hoogste ladder als burgemeester van de schepenen. Zijn loopbaan ontwikkelde zich als volgt:
- 1307-1308: schepen
- 1308-1309: raadslid
- 1309-1310: schepen
- 1311-1312: burgemeester van de schepenen
- 1315-1316: burgemeester van de schepenen
- 1316-1317: raadslid
- 1317-1318: burgemeester van de schepenen.

In 1309 was hij, als schepen, met tegenzin mede-ondertekenaar namens de stad Brugge van het in 1305 gesloten en voor Brugge ongunstige Verdrag van Athis-sur-Orge.

## Bron
- Dirk VANDENAUWEELE, Schepenbank en schepenen te Brugge (1127-1384). Bijdrage tot de studie van een gewone stedelijke rechts- en bestuursinstelling, doctoraatsverhandeling (onuitgegeven), KU Leuven, 1974.